# 粗角楼梯草
粗角楼梯草（学名：Elatostema pachyceras）为荨麻科楼梯草属的植物，为中国的特有植物。分布在中国大陆的云南等地，生长于海拔1,100米至2,400米的地区，多生在山谷林中或林边，目前尚未由人工引种栽培。

## 异名
- Elatostema pachyceras W. T. Wang var. majus W. T. Wang